# Ísengard
A la Terra Mitjana, l'univers fictici creat per J. R. R. Tolkien, Ísengard, la traducció del mot en Sindarin d'Angrenost, és una immensa fortalesa. Ambdós noms signifiquen «fortalesa de ferro».
Ísengard fou construïda a la Segona Edat, al voltant del pinacle d'Òrthanc, pels homes de Númenor a l'exili. Està situada al nord-oest de Ròhan, protegint els Guals d'Isen de les incursions enemigues a Calenardhon, juntament amb la fortalesa d'Ànglarond, al sud.
El riu Angren (o Isen) neix a Methedras, darrere Ísengard, i forma el fossat de la defensa septentrional de la ciutat. Els altres tres costats són protegits per una gran muralla, coneguda com el Cercle d'Ísengard, només interrompuda per pas del riu Angren al nord-est, i la porta d'Ísengard al sud, a les dues ribes del riu.
Ísengard era un lloc verdós i agradable, ple de camps i arbres regats per l'Angren. Òrthanc estava situat al bell mig.

## Tercera Edat[calcitació]
Durant la primeria de la Tercera Edat, el territori de Calenardhon es va despoblar, i la darrera tutela d'Orthanc va recaure a Minas Tirith. Ísengard estava protegida per una petita companyia, liderada per un capità hereditari. A poc a poc la relació amb Minas Tirith es va deixatar, fins que a la fi va desaparèixer.
Després que Cirion, Senescal de Góndor, entregués Calenardhon als éothéod, i es convertís en Ròhan, Ísengard va passar a ser l'única fortalesa que Gòndor conservava al nord d'Ered Nimrais, sense tenir en compte Anòrien, tot i que Góndor se n'havia oblidat. La petita companyia s'havia anat emparellant amb els terrafoscans, fins que a la fi va convertir-se en una fortalesa terrafoscana excepte en el nom. Òrthanc, però, continuava tancada, perquè el Senescal de Góndor era l'únic que en tenia les claus.
L'any 2710 l'últim dels Capitans va morir sense descendència, i durant el regnat del rei Déor de Ròhan, Ísengard va esdevenir clarament hostil vers els Rohirrim. Ísengard es convertí amb la base dels continus atacs dels terrafoscans contra Ròhan durant el regnat del fill de Déor, Gram, fins que durant el regnat del fill de Gram, Helm Mà de Martell, Freca, un senyor terrafoscà, i Wulf, el seu fill, planejaren destruir els Rohirrim. Els Rohirrim van vèncer i van bloquejar Ísengard, ocupant-la temporalment.
Ísengard necessitava una solució definitiva, però Gòndor seguia reclamant-a com una de les Torres del Regne, tot i no tenir suficient força com per poder destinar-hi la guarnició necessària. La solució va presentar-se-li a Beren, Senescal de Gòndor: Sàruman el Blanc havia reaparegut des de l'Est, i s'havia ofert per custodiar Ísengard. Beren li va donar les claus gustosament, i Sàruman s'hi establí. Inicialment, s'hi establí com a Guardià de la Torre, tutelat per Gondor; després la vall va passar a ser coneguda com a Nan Curunir, o La Vall del Mag. L'any 2953, aprofitant el retorn de Sàuron i la distracció resultant dels Senescals, Sàruman es va apropiar d'Ísengard i va passar a ser el Senyor d'Ísengard.

## Guerra de l'Anell[calcitació]
Durant la Guerra de l'Anell, Ísengard fou la base de les operacions de Sàruman contra els Rohirrim, destrossant la vall i talant-ne tots els arbres. La Vall d'Isengard fou totalment perforada amb pous profunds, utilitzats per crear Uruk-hai i forjar armes. Ísengard va esdevenir la llar d'incomptables Orcs, que Sàruman volia utilitzar per conquerir Ròhan. Finalment, un exèrcit d'ents i d'huorns, liderats per Barbarbrat, atacaren Ísengard, conquerint la fortalesa, tot i que no van poder prendre Òrthanc.
Els hòbbits Meriadoc Brandiboc i Peregrín Tuc, com a nous «vigilants de la porta» reberen el rei Théoden de Ròhan, Àragorn i Gandalf a l'entrada. Sàruman fou interrogat però refusà demanar perdó, i fou posat, juntament amb el seu servent Gríma Llenguadeserp, sota la vigilància d'en Barbarbrat. Després de la caiguda de Sàuron, Sàruman s'escapà d'Ísengard, aprofitant-se de la ira d'en Barbarbrat i enganyant-lo perquè el deixés marxar, deixant, però, les Claus d'Orthanc.

## Quarta Edat[calcitació]
Durant la Quarta Edat, Ísengard fou reconstruït, i tota la vall fou cedida als Ents. Aquests tiraren a terra les muralles del cercle, i nomenaren el nou bosc com Treegarth d'Òrthanc. Òrthanc tornà a ser una torre del Regne Reunificat del Rei Èlessar. Alguns documents de Tolkien indiquen que ben aviat Ísengard va convertir-se en un important centre de comerç, amb una comunitat Èlfica vibrant. Molts dels elfs que s'hi assentaren, venien del Bosc Negre, i visqueren al voltant de Fangorn. Tot i això, a la fi del segon segle de la Quarta Edat, Faralos, l'últim èlf d'Ísengard, se'n va a Lindon.

## Òrthanc[calcitació]
En l'univers de ficció de Tolkien i a la novel·la El Senyor dels Anells, Orthanc és una gran torre situada en el centre de la fortalesa d'Isengard. El seu nom té traducció tant del sindarin, com a la llengua de Ròhan. En la primera de les llengües significa Muntanya del Queixal: i en la segona significa Esperit Astut. Es tractava d'una torre constituïda per quatre altíssimes columnes, cobertes de pedra negra, unides entre si. A gran altura aquestes columnes tornaven a obrir-se formant «banyes» altes i corbes que envoltaven una plataforma de pedra negra coberta amb estranyes inscripcions. La Torre estava assentada sobre una plataforma rodona i escalonada, també de pedra. Era tan alta que « […] un home podia estar a cinc-cents peus per sobre del pla …»
A la cara oriental i en l'angle format per dues columnes baixes hi havia una porta de ferro i una mica més amunt una finestra amb finestrons que donava a un balcó. S'hi arribava pujant per una escala de pedra de vint-i-set esglaons. A dalt de tot i en tota de la torre hi havia troneres, des d'on es podia veure tota la vall; però l'única entrada era la porta. Una ampla avinguda, pavimentada amb lloses, conduïa des de les Portes d'Isengard fins a la torre; a tot el llarg hi havia columnes amb diferents talles.
Va ser aixecada pels Dúnedain de Góndor, a la darreria de la Segona Edat del Sol, per guardar el Pas de Rohan i hi van col·locar una de les Palantir que servia com a comunicació entre Arnor i Góndor. Durant la Guerra de l'Anell, els Ents havien intentat d'enderrocar la torre durant la Destrucció d'Isengard, però es van acontentar a envoltar-la i impedir que Saruman n'escapés. Fins a la porta d'Orthanc van arribar Gandalf, Théoden, Éomer, Aragorn, acompanyats de Légolas, Merry, Pippin i una trentena de Eorlingas; per tal de parlar amb El Màgic Blanc. Des d'una finestra, Gríma va llançar a la Companyia, sense saber-ho, la Palantir de Orthanc.
La restauració d'Orthanc va ser una de les primeres tasques que va realitzar el Rei Elessar durant el seu regnat. La Palantir de Saruman es va col·locar novament a la torre i aquesta es va registrar a fons, trobant-s'hi nombrosos objectes de valor, principalment de la Casa d'Eorl, robades per Gríma a Edoras. Però els objectes de més valor van ser trobats rere una porta que es resistia a obrir-se, ja que Saruman potser l'havia preparat per amagar-hi l'Anell Únic. Tanmateix gràcies a Guimli es va poder obrir, i Elessar hi va trobar un cofre que contenia la joia Elendilmir, que tots creien perduda, i una petita capsa d'or en la qual el Rei Isildur va guardar l'Anell quan li va arrabassar a Sàuron.